# Mã Biên
Huyện tự trị người Di Mã Biên (chữ Hán giản thể:马边彝族自治县, âm Hán Việt: Mã Biên Di tộc Tự trị huyện) là một huyện thuộc địa cấp thị Lạc Sơn, tỉnh Tứ Xuyên, Cộng hòa Nhân dân Trung Hoa. Huyện này có diện tích 2384 km2, dân số năm 2002 là 180.000 người. Huyện Mã Biên được chia thành 2 trấn và 18 hương.
- Trấn: Dân Kiến, Vinh Đinh.
- Hương: Lao động, Kiến Thiết, Thạch Lương, Kiều Bá, Dân Chủ, Lão Hà, Hạ Khê, Tô Bá, Yên Phong, Viên Gia Khê, Sa Xoang, Tam Hà, Tuyết Khẩu Sơn, Trấn Giang Miếu, Đại Trúc Bảo, Mai Tử Bá, Cao Trác, Vĩnh Hồng.